# Gastão Elias
Gastão Elias (* 24. November 1990 in Caldas da Rainha) ist ein portugiesischer Tennisspieler.

## Karriere
Elias gewann in seiner bisherigen Karriere zwei Titel auf der ATP Challenger Tour sowie vier Titel der Kategorie ITF Future. Zwischen 2007 und 2008 war er Teil der portugiesischen Davis-Cup-Mannschaft. Von insgesamt acht Spielen konnte er jeweils eine im Einzel und im Doppel gewinnen.

## Erfolge
| Legende (Anzahl der Siege)  |
| Grand Slam                  |
| ATP World Tour Finals       |
| ATP World Tour Masters 1000 |
| ATP World Tour 500          |
| ATP World Tour 250          |
| ATP Challenger Tour (12)    |

| ATP-Titel nach Belag |
| Hartplatz (0)        |
| Sand (0)             |
| Rasen (0)            |

### Einzel

#### Turniersiege
| Nr. | Datum            | Turnier        | Belag | Finalgegner            | Ergebnis      |
| --- | ---------------- | -------------- | ----- | ---------------------- | ------------- |
| 1.  | 21. Oktober 2012 | Rio de Janeiro | Sand  | Boris Pašanski         | 6:3, 7:5      |
| 2.  | 21. April 2013   | Santos         | Sand  | Rogério Dutra da Silva | 4:6, 6:2, 6:0 |
| 3.  | 1. November 2015 | Lima           | Sand  | Andrej Martin          | 6:2, 7:64     |
| 4.  | 7. November 2015 | Guayaquil      | Sand  | Diego Schwartzman      | 6:0, 6:4      |
| 5.  | 24. April 2016   | Turin          | Sand  | Enrique López Pérez    | 3:6, 6:4, 6:2 |
| 6.  | 22. Mai 2016     | Mestre         | Sand  | Horacio Zeballos       | 7:60, 6:2     |
| 7.  | 8. Oktober 2017  | Campinas       | Sand  | Renzo Olivo            | 3:6, 6:3, 6:4 |
| 8.  | 30. Mai 2021     | Oeiras (1)     | Sand  | Holger Rune            | 5:7, 6:4, 6:4 |
| 9.  | 3. April 2022    | Oeiras (2)     | Sand  | Nino Serdarušić        | 6:3, 6:4      |
| 10. | 10. April 2022   | Oeiras (3)     | Sand  | Alessandro Giannessi   | 7:64, 6:1     |

### Doppel

#### Turniersiege
| Nr. | Datum           | Turnier        | Belag | Partner                  | Finalgegner                                 | Ergebnis  |
| --- | --------------- | -------------- | ----- | ------------------------ | ------------------------------------------- | --------- |
| 1.  | 4. Oktober 2015 | Porto Alegre   | Sand  | Frederico Ferreira Silva | Cristian Garín Juan Carlos Sáez             | 6:2, 6:4  |
| 2.  | 24. Januar 2016 | Rio de Janeiro | Sand  | André Ghem               | Jonathan Eysseric Miguel Ángel Reyes Varela | 6:4, 7:62 |